# 2015 في كوريا الجنوبية
فيما يلي قوائم الأحداث التي وقعت خلال عام 2015 في كوريا الجنوبية.

## ظهور
- 1 يناير – جيفريند
- 1 يناير – سي إل سي
- 25 يونيو – بلاي باك

## أفلام
من الأفلام التي صدرت هذه السنة في كوريا الجنوبية:
- 1 يناير – المطلعون من إخراج وو مين هو [الإنجليزية]‏.
- 1 يناير – غانغنام 1970 من إخراج Yoo Ha [الإنجليزية]‏.

## برامج ومسلسلات وأنمي
- ستار كينغ

## وفيات

### يونيو
- 7 يونيو – تشونغ يونغ هوان (مواليد 1960) لاعب كرة قدم كوري جنوبي.

### نوفمبر
- 22 نوفمبر – كم يونغ سام (مواليد 1927) سياسي كوري جنوبي.[1]